# ان‌اس‌یو رو ۸۰

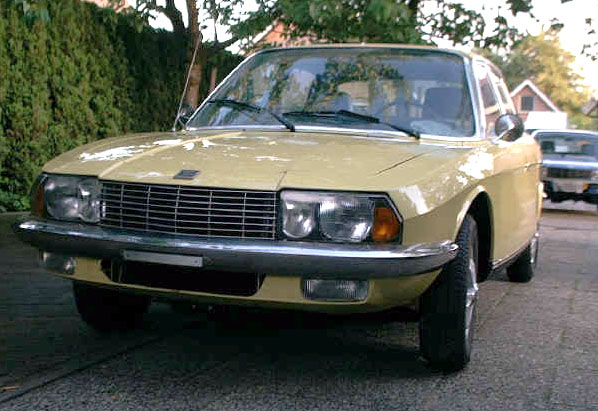

ان‌اس‌یو رو ۸۰ (NSU Ro 80) خودرویی است که در سال‌های ۱۹۶۷ تا ۱۹۷۷تولید شده‌است.
این خودرو در کلاس خودرو سایز بزرگ قرار گرفته و طراحی آن خودروهای موتور جلو-محور جلو بوده است.
موتور آن ۴۹۷ سی‌سی سیستم جعبه‌دندهٔ آن ۳ دنده به دو صورت خودکار و دستی است.